# Spanker (artiest)
Tevin Irvin Plaate, alias Spanker, (Amsterdam, 20 mei 1990) is een Nederlandse artiest en muziekproducer die vooral werkt in de Nederlandse rapscene. Na vele samenwerkingen met artiesten als SFB, Bokoesam, Cho en Hef bracht Plaate in 2018 zijn debuutalbum uit getiteld Ontbijten met champagne.

## Carrière
Plaate kwam op de leeftijd van twaalf in aanraking met muziek door te experimenteren met beats maken op de computer van een voormalige vriend van zijn zus. Later heeft Plaate als rapper opgetreden met een rapformatie genaamd Dobbelsteen. Op zeventienjarige leeftijd maakte Plaate zijn eerste beat voor een artiest, namelijk voor een single van Sjaak.
In 2009 werkte Plaate voor het eerste met Hef, een samenwerking die in 2014 en 2015 verder ging. In 2016 was een door Plaate gemaakte beat, hoewel enigszins aangepast, te horen in een lied van de Zuid-Koreaanse band BTS. Een door Plaate gemaakte beat is ook te horen op het nummer Other Side van Chris Brown.
Vanaf 2015 is Spanker onderdeel van het hiphopcollectief New Wave. Met dit hiphopcollectief brachten ze een gelijknamig album uit, deze was in 2015 het meest gestreamde album op Spotify in Nederland. Op 21 maart 2016 werd het album onderscheiden met een Edison voor album van het jaar.
In 2016 produceerde Plaate onder andere het nummer Popalik van Cho en Stefflon Don, dit leverde hem een gouden plaat op en tevens werd dit nummer genomineerd voor de Britse Urban Music Awards.
In 2018 bracht Plaate verschillende nummers uit in samenwerking met artiesten zoals Josylvio, Murda, Latifah en Jonna Fraser.
In 2019 produceerde hij nummers voor onder andere Frenna, Idaly, Lijpe en Sevn Alias.

## Discografie
Hier staan albums en nummers waar Spanker uitvoerend artiest was. Albums en nummers waar hij enkel aan mee geproduceerd heeft, staan hier dus niet bij.

### Albums
| Album                   | Verschijnen | Label     | Hitlijsten | Hitlijsten | Hitlijsten | Hitlijsten | Opmerkingen |
| Album                   | Verschijnen | Label     | BE (VL)    | BE (VL)    | NL         | NL         | Opmerkingen |
| Album                   | Verschijnen | Label     | Piek       | Weken      | Piek       | Weken      | Opmerkingen |
| ----------------------- | ----------- | --------- | ---------- | ---------- | ---------- | ---------- | ----------- |
| Ontbijten met champagne | 6 juli 2018 | Top Notch | 73         | 2          | 4          | 15         | Studioalbum |
| Spanker sessions        | 8 juni 2020 | Top Notch | —          | —          | 65         | 1          | Studioalbum |

### Nummers met notering(en) in een hitlijst
| Lied                                                     | Verschijnen      | Album                          | Hitlijsten | Hitlijsten | Hitlijsten  | Hitlijsten  | Hitlijsten   | Hitlijsten   | Opmerkingen          |
| Lied                                                     | Verschijnen      | Album                          | BE (VL)    | BE (VL)    | NL (Top 40) | NL (Top 40) | NL (Top 100) | NL (Top 100) | Opmerkingen          |
| Lied                                                     | Verschijnen      | Album                          | Piek       | Weken      | Piek        | Weken       | Piek         | Weken        | Opmerkingen          |
| -------------------------------------------------------- | ---------------- | ------------------------------ | ---------- | ---------- | ----------- | ----------- | ------------ | ------------ | -------------------- |
| Onze jongens (gooi het op me) (met B-Brave en Dio)       | 18 november 2016 | —                              | —          | —          | tip2        | —           | 69           | 1            |                      |
| Binnenkort (met Jayh, Sevn Alias, Kempi en Jonna Fraser) | 15 december 2017 | —                              | —          | —          | —           | —           | 99           | 1            |                      |
| Vuurwerk (met Josylvio, Lijpe en 3robi)                  | 6 april 2018     | Ontbijten met champagne        | tip        | —          | —           | —           | 18           | 7            | Goud in Nederland    |
| Shutdown (met SFB en Murda)                              | 25 april 2018    | Reset the levels III (van SFB) | tip        | —          | tip2        | —           | 5            | 22           | Platina in Nederland |
| Money long (met Jandro en Frenna)                        | 18 mei 2018      | Ontbijten met champagne        | —          | —          | —           | —           | 20           | 9            | Goud in Nederland    |
| Bende (met Latifah, Cho en Idaly)                        | 8 juni 2018      | Ontbijten met champagne        | —          | —          | —           | —           | 94           | 2            |                      |
| Getallen (met Bokoesam, Josylvio en Jandro)              | 6 juli 2018      | Ontbijten met champagne        | —          | —          | —           | —           | 53           | 3            |                      |
| Legendary (met SFB)                                      | 20 april 2020    | Spanker sessions               | —          | —          | —           | —           | 54           | 3            |                      |
| Villa (met Kevin en Jonna Fraser)                        | 27 april 2020    | Spanker sessions               | —          | —          | —           | —           | 76           | 1            |                      |
| Jongens uit de cité (met Broederliefde)                  | 15 mei 2020      | Spanker sessions               | —          | —          | —           | —           | 69           | 1            |                      |
| Levensstijl (met Sevn Alias en KA)                       | 30 mei 2020      | Spanker sessions               | —          | —          | —           | —           | 68           | 1            |                      |
| Eigenaar (met Frenna, Murda, Kevin, Idaly en Hef)        | 16 april 2021    | —                              | —          | —          | —           | —           | 40           | 3            |                      |
| U & me (met Cho en Jonna Fraser)                         | 13 oktober 2023  | Knock knock 4 (van Cho)        | —          | —          | —           | —           | 61           | 2            |                      |